# Щербинино (Калининградская область)
Щербинино (до 1945 г. — Schönrade) — посёлок в Правдинском районе Калининградской области. Входит в состав Мозырьского сельского поселения.

## История
В 1910 году население Шёнраде составляло 125 человек, в 1933 году — 191 житель, в 1939 году — 199 жителей.
В 1947 году Шёнраде было переименовано в поселок Щербинино.
Согласно результатам переписи 2010 года в Щербинине постоянных жителей нет.

## Население
| 2002 | 2010 |
| ---- | ---- |
| 2    | ↘0   |